# Изабелла (телесериал)
«Изабелла» (исп. Isabel) — испанский исторический телесериал, рассказывающий о жизни королевы Изабеллы Кастильской.
Продолжением сериала являются художественный фильм «Раскол короны» и сериал «Карлос, король и император».

## Производство
Съемки телесериала начались летом 2011 года и проходили в нескольких испанских городах: Касересе, Мадриде и Сеговии (в основном в замке Алькасар). Премьера первого сезона состоялась 10 сентября 2012 года после восьмимесячной задержки. Первая трансляция должна была состояться 30 января 2012, но сокращение бюджета для TVE отложило премьеру.
В ноябре 2012 года сериал был продлен на второй сезон. Съемки второго сезона начались в феврале 2013 года. Часть съемок проходила в местечке Альгамбра в Гранаде. TVE утвердило третий сезон в июле 2013 года, ещё до премьеры второго сезона.

## Сюжет
Первый сезон основан на событиях раннего этапа жизни Изабеллы Кастильской, с 1461 по 1474 год. Инфанта Изабелла и её брат Альфонсо вынуждены расстаться со своей матерью и прибыть ко двору своего старшего брата, короля Энрике IV, прозванного Бессильным из-за своей неспособности обзавестись потомством. Юные инфанты подвергаются опасности, будучи втянутыми в интриги высшей кастильской знати. А вскоре страна оказывается на пороге гражданской войны, в которой каждая партия готова поддержать своего кандидата на престол.
Второй сезон показывает жизнь Изабеллы во время гражданской войны за трон между сторонниками её и её мужа, Фердинанда Арагонского, и теми, кто поддерживает права Хуаны Бельтранехи, предполагаемой дочери умершего короля Энрике IV. Так же охватываются события войны против Гранады, изгнания евреев из Испании и подготовка к первому плаванию Колумба.
В третьем сезоне рассказывается о последних годах жизни королевы (1492—1504), омраченных смертями старшей дочери, сына и внука, а также прогрессирующим безумием инфанты Хуаны.

## В ролях
| Актёр               | Роль                        |
| ------------------- | --------------------------- |
| Мишель Дженнер      | Изабелла I                  |
| Родольфо Санчо      | Фердинанд II                |
| Пабло Дерки         | Энрике IV                   |
| Хинес Гарсия Мильян | Хуан Пачеко                 |
| Барбара Ленни       | Жуана Португальская         |
| Педро Касабланк     | Альфонсо Акунья де Каррильо |

## Список серий телесериала
| Сезон | Сезон | Серия | Дата выхода в эфир | Дата последней серии | Средняя аудитория | Средняя аудитория |
| Сезон | Сезон | Серия | Дата выхода в эфир | Дата последней серии | Зрители           | Доля в процентах  |
| ----- | ----- | ----- | ------------------ | -------------------- | ----------------- | ----------------- |
|       | 1     | 13    | 10 сентября 2012   | 3 декабря 2012       | 4 026 000         | 19,8 %            |
|       | 2     | 13    | 9 сентября 2013    | 2 декабря 2013       | 3 351 000         | 16,8 %            |
|       | 3     | 13    | 8 сентября 2014    | 1 декабря 2014       | 3 141 000         | 16,4 %            |

### Первый сезон
|    | Название             | Дата премьеры    | Число зрителей | В процентах |
| -- | -------------------- | ---------------- | -------------- | ----------- |
| 1  | Isabel, la reina     | 10 сентября 2012 | 3 529 000      | 20,1 %      |
| 2  | Campanas de boda     | 17 сентября 2012 | 3 736 000      | 20,2 %      |
| 3  | La negociación       | 24 сентября 2012 | 3 881 000      | 20,3 %      |
| 4  | Tragedia en la corte | 1 октября 2012   | 3 361 000      | 16,1 %      |
| 5  | El pacto de Guisando | 8 октября 2012   | 3 378 000      | 16,9 %      |
| 6  | La figura del rey    | 15 октября 2012  | 3 801 000      | 18,3 %      |
| 7  | La reina puesta      | 22 октября 2012  | 3 952 000      | 18,9 %      |
| 8  | Nueva guerra         | 29 октября 2012  | 4 278 000      | 20,7 %      |
| 9  | Boda real            | 5 ноября 2012    | 4 626 000      | 22,0 %      |
| 10 | Nacimiento           | 12 ноября 2012   | 4 503 000      | 21,3 %      |
| 11 | El principio del fin | 19 ноября 2012   | 4 299 000      | 20,4 %      |
| 12 | Elecciones           | 26 ноября 2012   | 4 342 000      | 20,3 %      |
| 13 | La nueva reina       | 3 декабря 2012   | 4 651 000      | 22,6 %      |

### Второй сезон
|    | Название                               | Дата премьеры    | Число зрителей | В процентах |
| -- | -------------------------------------- | ---------------- | -------------- | ----------- |
| 14 | Desencuentros                          | 9 сентября 2013  | 3 561 000      | 19,2 %      |
| 15 | Lazos                                  | 16 сентября 2013 | 3 508 000      | 18,3 %      |
| 16 | La paz para Castilla                   | 23 сентября 2013 | 3 632 000      | 18,9 %      |
| 17 | Lealtad y deber                        | 30 сентября 2013 | 3 743 000      | 19,1 %      |
| 18 | El poder de una reina                  | 7 октября 2013   | 3 758 000      | 19,5 %      |
| 19 | Sultán                                 | 14 октября 2013  | 3 710 000      | 18,5 %      |
| 20 | Tiempos de Inquisición                 | 21 октября 2013  | 3 023 000      | 14,8 %      |
| 21 | Herederos de sangre                    | 28 октября 2013  | 2 987 000      | 14,6 %      |
| 22 | Lo más liviano                         | 4 ноября 2013    | 2 997 000      | 14,6 %      |
| 23 | Pacta con el diablo                    | 11 ноября 2013   | 3 042 000      | 14,8 %      |
| 24 | Abolengo                               | 18 ноября 2013   | 3 254 000      | 15,9 %      |
| 25 | El último reino en Granada             | 25 ноября 2013   | 2 946 000      | 13,9 %      |
| 26 | Lo que no supiste defender como hombre | 2 декабря 2013   | 3 398 000      | 16,3 %      |

### Третий сезон
|    | Название                           | Дата премьеры    | Число зрителей | В процентах |
| -- | ---------------------------------- | ---------------- | -------------- | ----------- |
| 27 | La fragilidad del reino            | 8 сентября 2014  | 2 937 000      | 17,6 %      |
| 28 | Gobernar con mano dura             | 15 сентября 2014 | 2 767 000      | 15,5 %      |
| 29 | Nacidos para gobernar              | 22 сентября 2014 | 2 898 000      | 15,4 %      |
| 30 | Atracción fatal                    | 29 сентября 2014 | 2 950 000      | 15,9 %      |
| 31 | El drama llega a la corte          | 6 октября 2014   | 2 994 000      | 15,8 %      |
| 32 | Reina de toda la península         | 13 октября 2014  | 3 068 000      | 15,0 %      |
| 33 | Muere la princesa de Asturias      | 20 октября 2014  | 3 178 000      | 16,4 %      |
| 34 | A Isabel le supera la tragedia     | 27 октября 2014  | 3 096 000      | 16,6 %      |
| 35 | Felipe y Juana llegan a sus reinos | 3 ноября 2014    | 3 282 000      | 16,5 %      |
| 36 | Isabel y Fernando o Juana y Felipe | 10 ноября 2014   | 3 264 000      | 16,2 %      |
| 37 | La llamaban Juana la loca          | 17 ноября 2014   | 3 213 000      | 16,2 %      |
| 38 | ¿Conservarán el legado de Isabel?  | 24 ноября 2014   | 3 347 000      | 16,8 %      |
| 39 | La muerte de Isabel                | 1 декабря 2014   | 3 835 000      | 19,4 %      |